# August Rudloff
August Rudloff (* 23. September 1884 in Mechterstädt; † 10. Juni 1966 in Eisenach) war ein deutscher Gewerkschafter, Kommunalpolitiker und Häftling im Konzentrationslager Buchenwald. 

## Leben

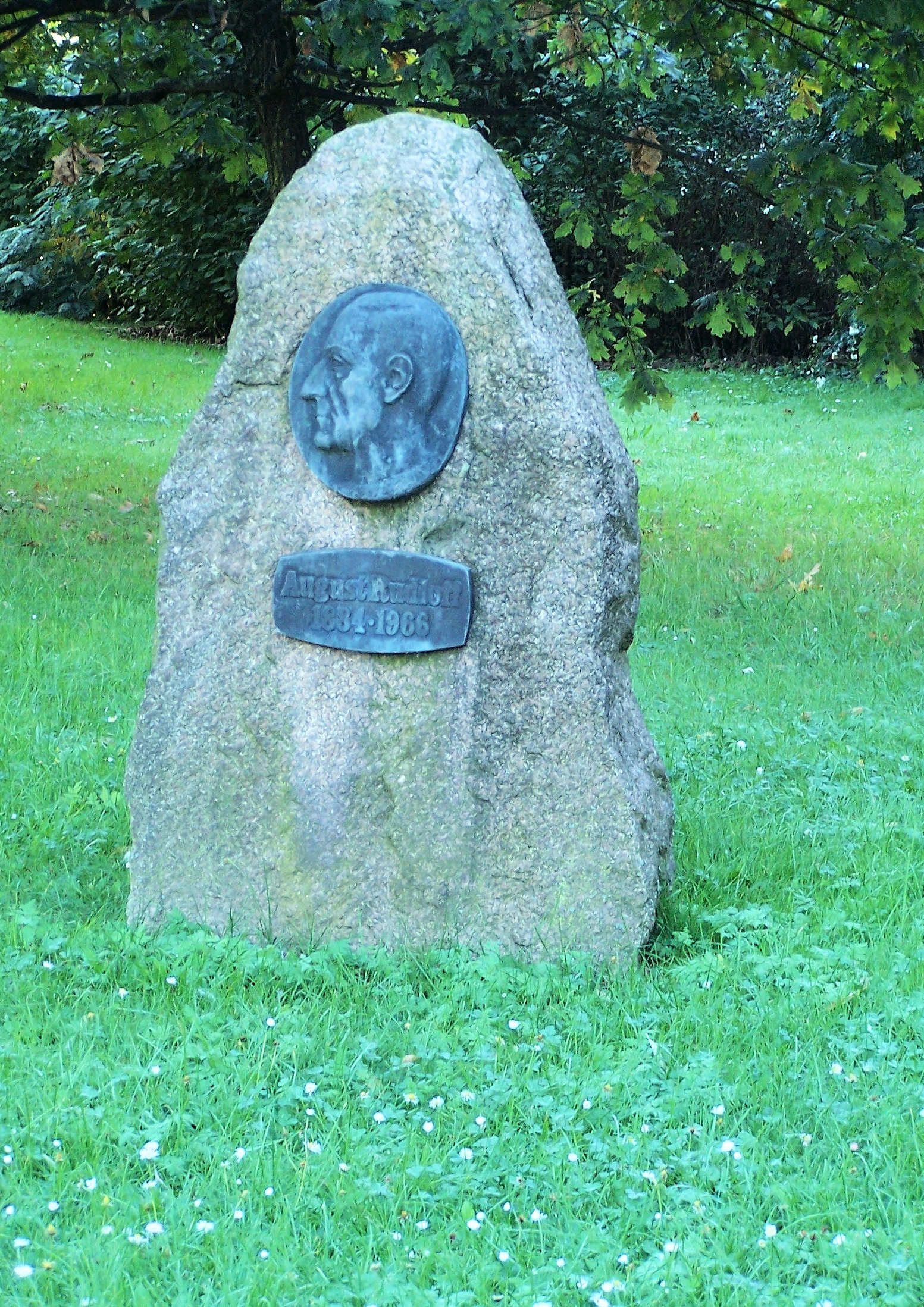
August-Rudloff-Denkmal in Eisenach (2011)

August Rudloff wurde in Mechterstädt als ältester Sohn des Maurers und Landarbeiters Heinrich Rudloff geboren, sein Vater war ein Sachsen-Gothaer Delegierter beim Gründungskongress der Sozialdemokratischen Arbeiterpartei (SDAP) im Jahre 1869 in Eisenach. Die Mutter war als Wäscherin und Gelegenheitsarbeiterin in der Landwirtschaft tätig, zur Familie gehörte ein weiterer Sohn und eine Tochter. 

### Ausbildung
Die Schulausbildung umfasste die Grundschule im Heimatort Mechterstädt und die Volksschule in der nahen Kreisstadt Gotha. Der aufgeweckte und wissbegierige Knabe wurde von seinen Lehrern für ein Lehrerstipendium vorgeschlagen, aber er lehnte diese Gunst ab, um eine Schlosserlehre aufzunehmen. Das Schlosserhandwerk führte ihn als Gesellen auch nach Österreich und Holland. Nach seiner Heimkehr wohnte er wieder bei seiner Familie, die sich inzwischen in Eisenach angesiedelt hatte.

### SPD-Funktionär
Nach Abschluss seiner Lehrzeit bat er 1905 um Aufnahme in die Sozialdemokratische Partei Deutschlands (SPD) und zeitgleich wurde er Mitglied in der Gewerkschaft Deutscher Metallarbeiter-Verband, seine berufliche Heimat fand er in der Eisenacher Fahrzeugfabrik.
Die parteipolitische Entwicklung und die Flügelkämpfe in der SPD vor dem Ausbruch des Ersten Weltkriegs enttäuschten Rudloff tief. Mit dem Ausbruch des Krieges wurde Rudloff Wehrpflichtiger und wurde 1914, im Alter von 30 Jahren einberufen. Er wurde nach Frankreich, zuletzt an der Ostfront in Russland eingesetzt, wo er 1917 als Schwerverwundeter aus dem aktiven Militärdienst entlassen wurde.  
Nach der Heimkehr und Genesung nahm Rudloff eine durch das Kriegsgeschehen radikalisierte politische Haltung an, er sympathisierte mit der am 10. Juni 1917 in Eisenach gegründeten Gruppe der USPD, die mit Karl Hermann und anderen frustrierten Sozialdemokraten bald an politischen Einfluss gewann. Der Novemberrevolution von 1918 folgten weitere politische Auseinandersetzungen, die Rudloff als aktives Mitglied des Eisenacher Arbeiter- und Soldatenrates bestand. Auch innerhalb dieser kleinen Gruppe beherrschten Richtungskämpfe um die Fortsetzung der Revolution. 
Mit der Gründung der Weimarer Republik übte Rudloff als gewählter Arbeiter- und Soldatenrat und politischer Agitator weiteren Einfluss auf seine Arbeiter im Eisenacher Wahlkreis aus, die mit den Textilbetrieben, Maschinen- und Fahrzeugwerken sowie den Bahnarbeitern inzwischen zahlenmäßig die Mehrheit in der Stadtbevölkerung stellte. Mit 4055 Stimmen erzielte die Liste Rudloff die meisten Stadtratssitze und Rudloff wurde zur Zielscheibe seiner ebenfalls radikalisierten politischen Gegner. Das Märzgefallenendenkmal in Eisenach und ein weiterer Gedenkstein bei Mechterstädt erinnern heute an die blutigen Ereignisse im März 1920. Gemeinsam mit Karl Hermann wurde August Rudloff 1920 als Eisenacher Delegierte zum USPD-Parteitag nach Halle geschickt, dort entschied sich eine Parteitagsmehrheit der USPD zum Eintritt in die Kommunistische Internationale und damit in die KPD, die sich daraufhin Vereinigte Kommunistische Partei Deutschlands (VKPD) nannte. Sie wuchs auf über 300.000 Mitglieder und wurde damit zur Massenpartei. 
Rudloffs politische Tätigkeit in Eisenach war von den begrenzten Möglichkeiten und Widersprüchen dieser Zeit geprägt. Gemeinsam mit dem evangelischen Pfarrer Emil Fuchs begründete er bereits 1919 die Eisenacher Volkshochschule.
Nach der Machtergreifung der Nationalsozialisten wurde Rudloff als politischer Gegner unter Druck gesetzt und mehrfach inhaftiert. Die Kriegszeit verbrachte er als politischer Gefangener im Block 4 im Konzentrationslager Buchenwald.  

### Tätigkeit nach dem Krieg
In der Sowjetischen Besatzungszone wurde Rudloff zum KPD-Vorsitzenden der Eisenacher Parteizelle. Mit 62 Jahren trat er nach dem Vereinigungsparteitag im April 1946 der SED bei. Seine gesundheitlichen Gebrechen als Folge der Lagerhaft und das Alter ließen ihm keine Zeit für eine politische Karriere in der 1949 gegründeten DDR. Er wurde in den Eisenacher Stadtrat gewählt und war dort für Handel und Versorgung tätig. Große Verdienste hatte Rudloff auch, gemeinsam mit Karl Hermann, am raschen Wiederaufbau der kriegszerstörten Stadt und der Eisenacher Fahrzeugfabrik.  Rudloff war bis zur Pensionierung Leiter des Kommunalen Wirtschaftsunternehmens (KWU).  August Rudloff trat nach der Pensionierung noch oft als Parteiveteran und Agitator in Erscheinung, er starb am 10. Juni 1966 in Eisenach im Alter von 81 Jahren.

## Ehrungen
- Vaterländischer Verdienstorden
- Benennung einer Eisenacher Plattenbausiedlung, ebendort Straßenbenennung und Gedenkstein.[1]
- Straßenbenennung in Wutha-Farnroda (Plattenbausiedlung Mölmen) sowie Klubhaus "August Rudloff" der Werktätigen vom VEB Petkus Wutha.
- Verleihung der Ehrenbürgerschaft der Stadt Eisenach zum 80. Geburtstag im Jahr 1964.[2]
- Auszeichnungen und Prämien während der Amtstätigkeit